# Henry Schoolcraft
Henry Rowe Schoolcraft (Guilderland, 28 marzo 1793 – 10 dicembre 1864) è stato un geografo, geologo ed etnologo statunitense, noto per i suoi studi sulla cultura dei nativi americani e per la sua spedizione alla scoperta delle sorgenti del Mississippi nel 1832.
Sua moglie, Jane Johnson, era una scozzese-irlandese-Ojibway, la cui conoscenza della lingua e delle leggende della tribù Ojibway, condivise con Schoolcraft, formarono in parte la base del poema epico di Henry Wadsworth Longfellow, La canzone di Hiawatha. Jane è considerata la prima scrittrice letteraria e poetessa Nativa Americana.

## Biografia

### Primi anni
Schoolcraft nacque a Guilderland, cittadina vicino ad Albany (New York), figlio di Lawrence Schoolcraft e Anne Barbara (Rowe) Schoolcraft. Entrò nell'Union College di Schenectady all'età di quindici anni e frequentò poi il College di Middlebury, in Vermont. Sebbene i suoi principali interessi fossero la geologia e la mineralogia, inizialmente studiò e lavorò nel settore del vetro, poiché il padre era un vetraio, e scrisse il suo primo articolo sull'argomento, Vitreology, nel 1817. Dopo aver lavorato in molte vetrerie negli stati di New York, Vermont e New Hampshire, lasciò l'attività familiare all'età di venticinque anni per esplorare le frontiere occidentali.

### Esplorazioni e ricerca geologica
Nel novembre 1818 Schoolcraft partì per una spedizione di ricerca che sarebbe terminata nel febbraio 1819, insieme al compagno Levi Pettibone. Partirono da Potosi, Missouri, per quella che oggi è Springfield, Missouri, e viaggiarono lungo il White River fino in Arkansas, analizzando le caratteristiche geografiche, geologiche e mineralogiche dell'area. Il risultato della ricerca venne pubblicato nel libro A View of the Lead Mines of Missouri (Prospettive delle miniere di piombo del Missouri, 1819), un'opera in cui Schoolcraft interpreta correttamente il potenziale dei depositi di piombo nella regione: il Missouri, in seguito, divenne lo stato numero uno per produzione di piombo. Pubblicò anche il diario che aveva tenuto durante il viaggio, Journal of a Tour into the Interior of Missouri and Arkansaw (1821), il primo racconto scritto su un'esplorazione dell'Altopiano d'Ozark.
Le sue spedizioni e i suoi libri portarono Schoolcraft all'attenzione del Segretario alla Guerra, John C. Calhoun, che vide in lui "un uomo di laboriosità, ambizione e curiosità insaziabile". Calhoun lo raccomandò al Governatore del Territorio del Michigan, Lewis Cass, per un posto in una spedizione. Cass doveva esplorare la regione selvaggia del Lago Superiore e le terre ad ovest verso il fiume Mississippi. A partire dalla primavera del 1820, Schoolcraft prestò servizio come geologo nella spedizione di Cass. Partendo da Detroit, viaggiò per quasi 2.000 miglia lungo il Lago Huron e il Lago Superiore, ad ovest verso e lungo il fiume Mississippi, fino all'attuale Iowa, per poi ritornare a Detroit seguendo le coste del Lago Michigan.
La spedizione intendeva scoprire la sorgente del fiume Mississippi, in parte per definire la questione del non ben determinato confine tra Stati Uniti e Canada Britannico, ma concluse erroneamente che tale sorgente fosse il Lago Cass. Schoolcraft pubblicò un resoconto del viaggio nel libro A Narrative Journal of Travels Through the Northwestern Regions... to the Sources of the Mississippi River (1821).
Nel 1821 Schoolcraft prese parte ad un'altra spedizione governativa attraverso l'Illinois, l'Indiana e l'Ohio.

### Matrimoni e famiglia
Schoolcraft incontrò la sua futura moglie subito dopo essere stato assegnato a Sault Sainte Marie come primo agente Indiano Statunitense, nel 1822. Due anni prima il governo aveva costruito Fort Brady e voleva stabilire una presenza ufficiale per prevenire nuove minacce inglesi, in seguito alla Guerra del 1812, ed assicurarsi contro agitazioni fomentate dai britannici fra gli Ojibway.
Sposò Jane Johnston, figlia maggiore di John Johnston, un importante commerciante di pellicce Scozzese-Irlandese, e Ozhaguscodaywayquay o Susan Johnston, figlia di un capo Ojibway, Waubojeeg. I Johnston avevano otto figli e la loro colta e ricca famiglia era ben nota nella zona. Jane era anche conosciuta come O-bah-bahm-wawa-ge-zhe-go-qua (o Obabaamwewe-giizhigokwe, secondo la moderna ortografia), che nella lingua Ojibway significa "Donna del Suono che le stelle fanno sfrecciare attraverso il Cielo".
Jane ed Henry ebbero quattro figli, dei quali William Henry morto a soli quattro anni, un altro nato morto, quindi John e Jane (chiamata Janee), nati a circa due anni di distanza fra loro. Questi ultimi frequentarono il collegio nell'Est per una parte dello loro istruzione. Quello degli Schoolcraft fu anche un matrimonio letterario, con la creazione di una rivista familiare e lo scambio di molte lettere contenenti le loro poesie. Jane Johnston Schoolcraft soffrì di frequenti malattie. Morì nel 1842, mentre era in visita da una delle sue sorelle in Canada, e fu sepolta nella Chiesa Anglicana di St. John, Ancaster, Ontario.
Nel 1846 circa, dopo essersi trasferito a Washington, Schoolcraft si risposò con Mary Howard, una proprietaria di schiavi del sud, proveniente da un'eminente famiglia di piantatori della contea di Beaufort nella Carolina del Sud.  Le idee della donna sulla schiavitù e la sua opposizione alle unioni miste alienarono i figliastri da lei e dal marito. Mary Schoolcraft scrisse il romanzo The Black Gauntlet: A Tale of Plantation Life in South Carolina, una difesa della schiavitù, pubblicato nel 1860, alla vigilia della guerra di secessione, ed uno dei best seller della cosiddetta "letteratura anti-zio Tom" che si contrapponeva alla voga determinata dal successo del romanzo di Harriet Beecher Stowe, apparso nel 1852.

### Agente Indiano
Schoolcraft iniziò la sua ricerca etnologica nel 1822, durante il suo incarico come agente Indiano a Sault Sainte Marie, Michigan. Dalla moglie, Jane Johnston, imparò sia la lingua che molte delle tradizioni della tribù Ojibwe, ed insieme a lei scrisse per il The Literary Voyager, una rivista familiare creata nel 1826-1827 e distribuita fra gli amici. Rosa e Leelinau erano gli pseudonimi usati da Jane nei suoi racconti sui vari aspetti della cultura Indiana.
Dal 1828 al 1832 Schoolcraft prestò servizio nell'assemblea legislativa del Territorio del Michigan. Nel 1832 viaggiò di nuovo verso la parte superiore del Mississippi per risolvere i frequenti problemi tra i Chippewa ed i Dakota. Stabilì contatti con quanti più capi possibile dei nativi al fine di mantenere la pace. Mise a loro disposizione anche un chirurgo e diede istruzioni per iniziare la vaccinazione degli Indiani contro il vaiolo. Scoprì che il vaiolo era sconosciuto fra i Chippewa prima del ritorno di un loro gruppo che, recatosi a Montréal per combattere con i Francesi contro i Britannici nella Guerra franco-indiana, aveva avuto contatti con gli Europei sulla costa orientale.
Durante il viaggio, Schoolcraft colse l'opportunità per esplorare la regione, facendo la prima accurata mappa della regione dei laghi ad ovest del Lago Superiore. Scoprì che la vera sorgente del Mississippi era il Lago Itasca, un nome che coniò dalle parole latine veritas che significa 'verità' e caput che significa 'sorgente'. Il vicino Fiume Schoolcraft, affluente del Mississippi, in seguito fu così chiamato in suo onore. I quotidiani Statunitensi scrissero parecchio su questa spedizione, ed a seguire lo stesso Schoolcraft fece un resoconto della sua scoperta in Narrative of an Expedition Through the Upper Mississippi River to Itasca Lake (1834).
Nel 1833 Schoolcraft e sua moglie si trasferirono sull'Isola Mackinac, divenuta la nuova sede della sua amministrazione in qualità di agente Indiano, in seguito al notevole ampliamento del suo territorio.
Nel 1836 contribuì a risolvere delle controversie terriere sorte con i Chippewa. Lavorò con loro per concludere il Trattato di Washington (1836), con il quale la tribù cedette agli Stati Uniti un vasto territorio di più di 13 milioni di acri (53.000 km²), del valore di molti milioni di dollari. Schoolcraft credeva che la cosa migliore per i Chippewa fosse trasferirsi e diventare agricoltori, rinunciando al loro vasto territorio. Il governo fu d'accordo nel concedere loro dei sussidi e fornire le provviste durante la transizione verso un nuovo modo di vivere.
Nel 1838, conformemente ai termini del trattato, Schoolcraft supervisionò la costruzione del Dormitorio Indiano sull'isola Mackinac, che ancora esiste. Il dormitorio doveva ospitare i Chippewa che arrivavano sull'isola per ricevere piccoli lotti di terreno, durante il passaggio verso un presunto stile di vita più stabile.
Nel 1839 Schoolcraft fu nominato Sovrintendente agli Affari Indiani del Territorio del Nord. Iniziò una serie di studi sui nativi americani che più tardi pubblicò con il titolo Algic Researches (2 volumi, 1839), e che includevano la sua raccolta di storie e leggende sui nativi americani, molte delle quali gli erano state raccontate o tradotte dalla moglie.
Mentre si trovava in Michigan, Schoolcraft divenne un membro del Consiglio dei Reggenti nei primi anni dell'Università del Michigan. In questa posizione contribuì ad organizzare finanziariamente l'università pubblica. Fondò e contribuì al primo giornale Statunitense sulla pubblica istruzione, The Journal of Education. Pubblicò inoltre The Souvenir of the Lakes, la prima rivista letteraria del Michigan.

### Gli anni successivi
Quando il Partito Whig salì al potere nel 1841 con l'elezione di William Henry Harrison, Schoolcraft perse il posto di agente Indiano. Lui e Jane si trasferirono a New York. Lei era spesso malata e morì nel 1842 durante una visita alla sorella in Canada. Schoolcraft continuò a scrivere sui Nativi Americani.
Nel 1846, il Congresso gli commissionò un vasto lavoro di consultazione sulle tribù di nativi americani. Schoolcraft si recò in Inghilterra per richiedere i servizi di George Catlin, considerato il primo disegnatore della vita Indiana, al fine di illustrare il lavoro che gli era stato proposto. Quest'ultimo però non accettò l'incarico. Schoolcraft, rimasto profondamente deluso dal rifiuto di Catlin, ingaggiò in seguito un altro artista, Seth Eastman, che avendo trascorso diversi anni nell'alto Mississippi, era un esperto della cultura Indiana.
Il voluminoso lavoro di Schoolcraft, Historical and Statistical Information Respecting... the Indian Tribes of the United States, fu pubblicato in sei volumi dal 1851 al 1857. Fu elogiato per la cultura, per il contenuto di valore e per le meticolose e ben documentate illustrazioni. Fu anche criticato per la mancanza di sistematicità e, soprattutto, di un indice, il che rendeva le informazioni quasi inaccessibili. Nel 1954 il Bureau of American Ethnology preparò e pubblicò un indice dell'opera.

## Nomi di luoghi
Schoolcraft suggerì il nome di molte delle Contee del Michigan e di vari luoghi all'interno dell'ex Territorio del Michigan. Propose di denominare la Contea di Leelanau usando lo pseudonimo della moglie, "Leelinau". Per le contee istituite nel 1840 creò spesso finti nomi indiani. In nomi come Alcona, Allegan, Alpena, Arenac, Iosco, Kalkaska, Oscoda e Tuscola, per esempio, combinò parole e sillabe derivanti dai linguaggi nativi americani, dal latino e dall'arabo. Il Lago Itasca, sorgente del fiume Mississippi, è un altro esempio dei suoi finti nomi dall'apparenza indiana, anche se in effetti deriva dalla fusione delle ultime lettere della parola latina "veritas" (verità) con le iniziali della parola, sempre latina, "caput" (capo). Un punto di riferimento completamente diverso ebbe invece la proposta di denominazione della contea Isabella, intesa a rendere omaggio alla regina Isabella di Castiglia, grande sostenitrice e finanziatrice del viaggio di Cristoforo Colombo.

## Onori
- Il fiume Schoolcraft, affluente del Mississippi, prende il suo nome da Henry Schoolcraft.
- Lo Schoolcraft College a Livonia (Michigan) è stato così chiamato in suo onore, come anche la Contea di Schoolcraft e il Villaggio di Schoolcraft (Michigan).
- Lo Schoolcraft State Park è stato istituito in Minnesota.
- Nel 1943 fu varata una nave Liberty Statunitense chiamata SS Henry R. Schoolcraft.
- La U.S. Route 65 a Springfield (Missouri) è detta l'"Autostrada Schoolcraft". Inoltre, ci sono diverse "vie Schoolcraft" nelle contee di Marquette e di Wayne (Michigan), e nella Contea di Dakota (Minnesota).